# Ouderkerkerdijk
De Ouderkerkerdijk is een dijk in de Nederlandse gemeente Amsterdam. De dijk ligt aan de oostelijke (rechter) oever van de Amstel en scheidt deze van de Groot-Duivendrechtsche en Klein-Duivendrechtsche Polder.
De straat op het gedeelte tussen de Utrechtsebrug en het volkstuinencomplex Amsteglorie heet Jan Vroegopsingel. Hier zijn tuinpark Amstelglorie en drie roeiverenigingen gevestigd, te weten RZV Poseidon, A.A.S.R. Skøll en RV Willem III. Jan Vroegop was een voormalige politieman en de oprichter van de Bond van Volkstuinders. Ten zuiden daarvan heet de straat "Ouderkerkerdijk" tot aan de gemeentegrens met Ouder-Amstel; weer ten zuiden daarvan heet de straat "Binnenweg" tot de zijweg naar poldermolen de Zwaan, en daarna "Hoger Einde Noord" tot het dorp Ouderkerk aan de Amstel.
Wat grappig is bij de overgang van Jan Vroegopsingel naar de Ouderkerkerdijk is dat de huisnummers (van de aan de Amstel gelegen woonboten) gewoon doorloopt (dat is ergens rond nummer 24). Dat wil zeggen: 24 is aan de Jan Vroegopsingel, 25 aan de Ouderkerkerdijk. Dit grapje betekent voor taxi's en navigatiesystemen (zoals TomTom) meestal een niet te nemen hindernis...
Bij de lantarenpaal op de grens van de Jan Vroegopsingel en de Ouderkerkerdijk zitten twee straatnaambordjes, met de beide straatnamen. Er aan bevestigd zit een brievenbus met nummer 26 erop.